# سامسونگ اس‌جی‌اچ-ایکس۸۲۰
سامسونگ اس‌جی‌اچ-ایکس۸۲۰ یک‌نمونه از گوشی‌های تلفن همراه سری X شرکت سامسونگ می‌باشد  که توسط همین شرکت به بازار عرضه شده‌است.